# Livezeni, Mureș
Livezeni (mai demult Iedu, în maghiară Jedd) este satul de reședință al comunei cu același nume din județul Mureș, Transilvania, România.

## Localizare
Localitate situată pe pe drumul județean Târgu Mureș - Livezeni - Miercurea Nirajului.

## Istoric
Satul Livezeni a fost menționat pentru prima dată în 1505 sub numele Yedd, într-o scrisoare de gaj din Cluj-Mănăștur. De-a lungul timpului, a apărut în documente ca Yedh și Jed, iar până în 1613 era scris ca Jedd.. 
Originea numelui satului, potrivit presupunerii nedovedite a lui Orbán Balázs vine de la familia având numele Jett. 
În 1614 în Livezeni au trăit 38 de familii. 
În documente există și relatări despre școala din Livezeni, prima dată fiind amintită în 1615. 
Caracterizarea lui Orbán Balázs cuprinde următoarele: „Un sat drăguț locuit de secui reformați”. 
Pe Harta Iosefină a Transilvaniei din 1769-1773 (Sectio 128), localitatea a apărut sub numele de „Jedd”.
În hotarul de sud-vest al satului se găsesc coline rezultate din alunecări de teren, între care a campat în 1662 și pașa Ali. 
Biserica reformată a fost construită în 1816, fiind utilizate materiale de construcții rămase din biserica în stil gotic clădită pe stative de piatră.

## Populație
La recensământul din 2011

## Personalități
- László Mikó⁠(hu)[traduceți] (1897-1983), jurist, economist, om politic, deținut politic între 1957-1964[3]